# Volocopter VoloRegion
Der VoloRegion (ursprünglicher Name VoloConnect) ist das Konzept eines elektrisch angetriebenen Luftfahrzeugs, das senkrecht starten und landen soll (eVTOL). Es wird von dem deutschen Hersteller Volocopter entwickelt.

## Geschichte
Das Konzept des VoloRegion wurde am 17. Mai 2021 bei der EBACE Connect Konferenz präsentiert. Der Prototyp wurde innerhalb von zwei Jahren in München unter der Leitung von Chefingenieur Sebastian Mores entwickelt. Nach Flugtests verkleinerter Prototypen flog der unbemannte VoloRegion im Mai 2022 zum ersten Mal auf dem Sonderlandeplatz Oberschleißheim. Die Zertifizierung nach den EASA-Bedingungen Special Conditions for VTOL (Category enhanced, Failure condition classification:  10−9) ist in den nächsten 5 Jahren angestrebt. Der VoloRegion wird mit der Volocopter-Softwareplattform VoloIQ verknüpft sein. Der VoloConnect wurde im Oktober 2022 umbenannt und heißt nun VoloRegion. Diehl Aerospace und Thales liefern zusammen die Primär- und Backup-Flugsteuerungscomputer.

## Konstruktion
Im Gegensatz zu den anderen Volocopter-Fluggeräten hat der VoloRegion kein ausschließliches Multirotorsystem. Er bietet stattdessen ein hybrides Lift- und Push-Design mit rein elektrischem Antrieb. Es gibt Platz für bis zu vier Personen. Der VoloRegion ist mit 8 Einzelmotoren ausgestattet. Damit erzeugen 6 freie Propeller den Auftrieb und zwei Mantelpropeller den Vorwärtsschub. Es gibt einen Haupthochdeckerflügel mit zwei Auslegern für die 6 VTOL-Propeller. Das Heck ist V-förmig, verbunden mit den beiden Verstrebungen.
Der Auftrieb wird nicht nur, wie bei Volocopter sonst üblich, ausschließlich durch Propeller erzeugt, sondern auch mithilfe der Flügel. Das ist energetisch günstiger. 

## Technische Daten
| Kenngröße             | VoloRegion |
| --------------------- | --- |
| Besatzung             | selbststeuernd (optional 1 Pilot)                                                                                              |
| Passagiere            | 2 bis 3 |
| Nutzlast              | 300–400 kg |
| Leermasse             | 700 kg |
| Reisegeschwindigkeit  | 180 km/h |
| Höchstgeschwindigkeit | 250 km/h |
| Reichweite            | 100 km |
| Triebwerke            | 6 Elektromotoren mit Propellern (Vertikalachse) für Auftrieb 2 Elektromotoren mit Mantelpropellern für Schub (Horizontalachse) |
| Fahrwerk              | Einziehfahrwerk, dreifach |

## Nutzung
Der VoloRegion ist für schnellere Verbindungen über längere Strecken (Innenstadt – Vororte) konzipiert.  Er soll ab 2026 in Serie gehen und zum Einsatz kommen.

## Vergleichbare Typen
- Volocopter VC200
- Volocopter 2X
- Volocity

## Verwandte Entwicklungen
- Boeing Passenger Air Vehicle
- Wisk Cora